# 粉紅A
粉紅A，是香港一隊四人樂隊，成員許日元 ( Hayden )（主音/結他）、劉岳靈 ( Rodney )（結他/鍵盤）、許行一 ( Yvette )（低音結他）和黃淳業 ( Tim )（結他）。

## 簡介
樂隊1998年發表首張作品《陳愛男》，1999年首次於香港大學公開演出。2001年發表專輯《粉紅A》、2003年發表專輯《潮濕》、2006年發表專輯《她來了》。沉寂十一年後在2017年參演clockenflap音樂節，2019年發表專輯《為藝術犧牲》。